# Communauté de communes du Val d'Albret
La communauté de communes du Val d'Albret est une ancienne communauté de communes française, située dans le département de Lot-et-Garonne et la région Nouvelle-Aquitaine.

## Composition
| Nom                    | Code Insee | Gentilé        | Superficie (km2) | Population (dernière pop. légale) | Densité (hab./km2) |
| ---------------------- | ---------- | -------------- | ---------------- | --------------------------------- | ------------------ |
| Nérac (siège)          | 47195      | Néracais       | 62,68            | 7 085 (2014)                      | 113                |
| Barbaste               | 47021      | Barbastais     | 38,70            | 1 502 (2014)                      | 39                 |
| Bruch                  | 47041      | Bruchois       | 15,89            | 771 (2014)                        | 49                 |
| Buzet-sur-Baïse        | 47043      | Buzéquais      | 21,15            | 1 319 (2014)                      | 62                 |
| Feugarolles            | 47097      | Feugarollais   | 23,82            | 971 (2014)                        | 41                 |
| Lasserre               | 47139      | Lasserrois     | 6,49             | 74 (2014)                         | 11                 |
| Lavardac               | 47143      | Lavardacais    | 15,10            | 2 213 (2014)                      | 147                |
| Montgaillard-en-Albret | 47176      | Mongaillardais | 8,53             | 186 (2014)                        | 22                 |
| Montesquieu            | 47186      | Montesquinois  | 25,53            | 766 (2014)                        | 30                 |
| Pompiey                | 47207      | Pompieyens     | 19,61            | 231 (2014)                        | 12                 |
| Saint-Laurent          | 47249      |                | 4,40             | 518 (2014)                        | 118                |
| Thouars-sur-Garonne    | 47308      | Thouarquais    | 4,03             | 211 (2014)                        | 52                 |
| Vianne                 | 47318      | Viannais       | 9,82             | 1 035 (2014)                      | 105                |
| Xaintrailles           | 47327      | Xaintraillais  | 10,26            | 415 (2014)                        | 40                 |

La communauté de communes du Val d'Albret regroupe 14 communes le long de la Baïse, de Nérac à Buzet-sur-Baïse (Lasserre, Nérac, Lavardac, Vianne, Buzet-sur-Baïse), débordant au bord de la Garonne (Montesquieu, Bruch, Saint-Laurent, Feugarolles, Thouars-sur-Garonne), sur la  forêt des Landes (Barbaste, Pompiey), et sur les coteaux (Montgaillard-en-Albret, Xaintrailles).

## Démographie
| 2011   | 2012   | 2013   |
| ------ | ------ | ------ |
| 18 289 | 17 310 | 17 281 |

## Compétences

### Compétences obligatoires
- Aménagement de l'espace
- Développement économique

### Compétences optionnelles
- Protection et mise en valeur de l'environnement
- Création, aménagement et entretien de la voirie
- Réalisation et appui en faveur de projets culturels et sportifs
- Politique du logement et du cadre de vie

### Compétences facultatives
- Accueil des gens du voyage
- Mise en place d'un réseau d'accès haut débit

## Historique
| Période                                  | Période       | Identité               | Étiquette | Qualité                   |
| ---------------------------------------- | ------------- | ---------------------- | --------- | ------------------------- |
| Les données manquantes sont à compléter. |               |                        |           |                           |
| 1997                                     |               | André Bégoule          |           | maire de Lavardac         |
|                                          | 2008          | Jean-Louis Brunet      | UMP       | maire de Nérac            |
| 2008                                     | novembre 2011 | Bernard Faucon-Lambert |           | adjoint au maire de Nérac |
| novembre 2011                            | janvier 2017  | Nicolas Lacombe        | PS        | maire de Nérac            |

À l'origine, la communauté de communes étaient composée de 4 communes : Nérac, Lavardac, Barbaste et Vianne. Elle s'est élargie en 1998 à 14 communes, sa taille actuelle.
Elle fusionne avec la communauté de communes des Coteaux de l'Albret et la communauté de communes du Mézinais pour former Albret Communauté au 1er janvier 2017.